# Dąb kasztanolistny
Dąb kasztanolistny (Quercus castaneifolia C.A.Mey.) – gatunek roślin z rodziny bukowatych (Fagaceae Dumort.). Występuje naturalnie na południowym i południowo-zachodnim wybrzeżu Morza Kaspijskiego – w Iranie oraz na Kaukazie. 

## Morfologia

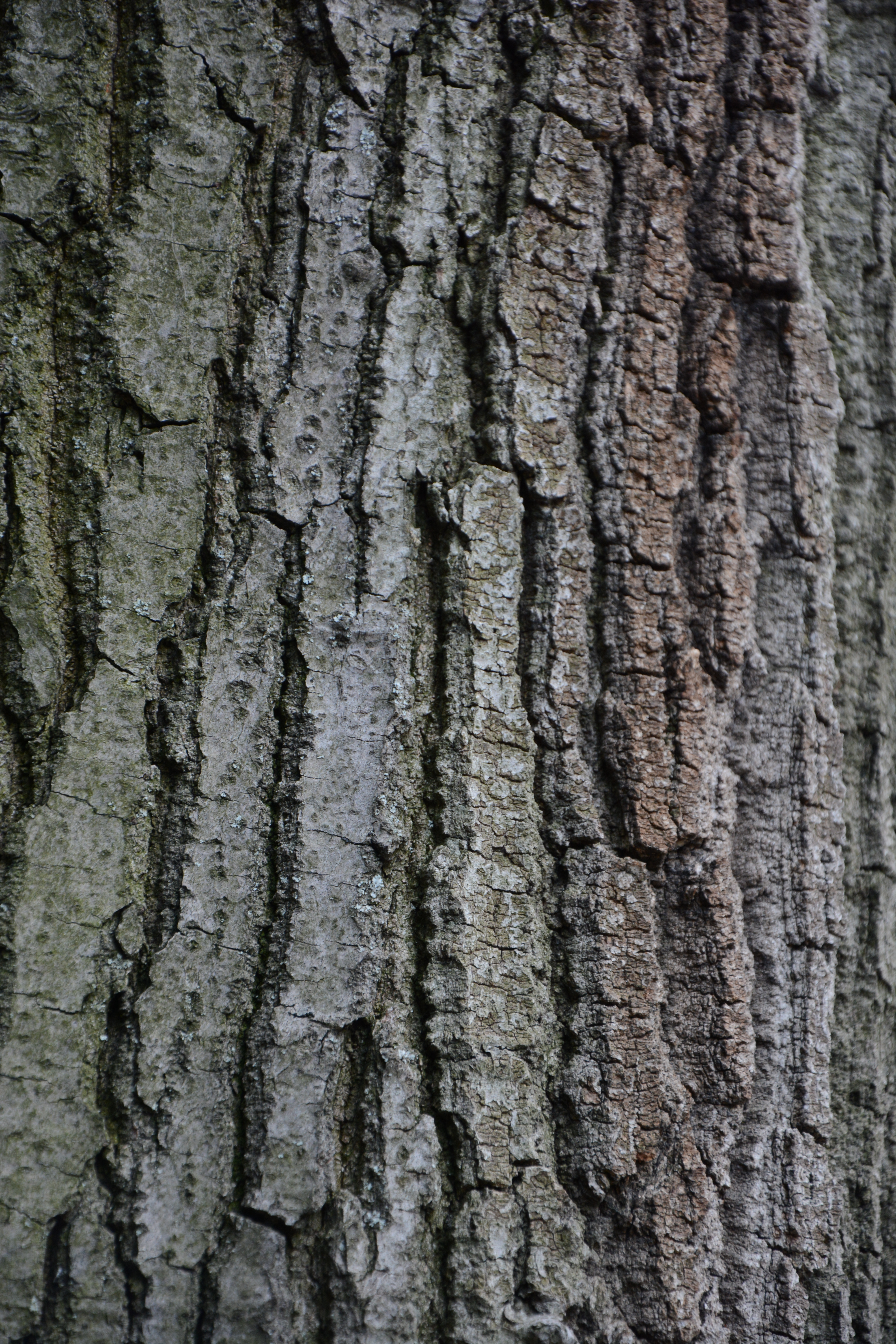
Kora

PokrójZrzucające liście drzewo dorastające do 30 m wysokości. Korona drzewa jest szeroko stożkowa. Gałęzie są proste, tęgie, nieco zgrubiałe w pobliżu pnia. Kora początkowo ma czarną barwę i jest gładka, z wiekiem staje się szara z pomarańczowymi rowkami. Gałązki mają ciemnobrązową barwę z białymi przetchlinkami. Pąki na szczytach gałęzi osiągają 1 cm długości, natomiast boczne 0,5 cm długości.
LiścieBlaszka liściowa ma podługowato eliptyczny kształt. Mierzy 8–20 cm długości oraz 5–9 cm szerokości, ma nasadę od sercowatej do klinowej i ostry wierzchołek. Jej górna powierzchnia jest błyszcząca, naga i ma ciemnozieloną barwę, natomiast od spodu początkowo jest śniado owłosiona, lecz z czasem łysieje. Ma 9–14 par żółtych żyłek drugorzędnych, kończących się na trójkątnych, tępo lub ostro zakończonych klapach. Ogonek liściowy jest jasnozielony, owłosiony i ma 2–4 cm długości.
OwoceOrzechy zwane żołędziami o jajowatym lub elipsoidalnym kształcie, dorastają do 20 mm długości. Osadzone są pojedynczo w miseczkach o półkulistym kształcie, z podłużnymi i zakrzywionymi łuskami. Orzechy otulone są w miseczkach do połowy ich długości.
Gatunki podobneBlaszka liściowa o trójkątnych, nieco tępych klapach na brzegu odróżnia go od gatunku Q. libani, którego klapy są spiczaste. Roślina podobna jest także do dębu burgundzkiego (Q. cerris), ale różni się od niego dłuższymi liśćmi – może z nim tworzyć mieszańce.

## Biologia i ekologia
Jest gatunkiem wytrzymałym na mróz. Dobrze rośnie na wszystkich typach gleb. Charakteryzuje się bardzo szybkim tempem wzrostu. 

## Zmienność
W uprawie znany jest kultywar:
- 'Green Spire' – pokrój kolumnowy i zwarty. Dorasta do 18 m wysokości. Charakteryzuje się szybkim tempem wzrostu. W uprawie od 1948 roku[6].